# Медична спеціальність
Медична спеціальність — це галузь медичної практики, яка зосереджена на певній групі пацієнтів, захворюваннях, навичках або філософії. Приклади включають ті галузі медицини, які займаються виключно дітьми (педіатрія), раком (онкологія), лабораторною медициною (патологія) або первинною медичною допомогою (сімейна медицина). Після закінчення медичної школи або іншої базової підготовки лікарі, хірурги та інші клініцисти зазвичай продовжують свою медичну освіту за певною спеціальністю медицини, пройшовши багаторічну ординатуру, щоб стати спеціалістом.

## Історія лікарської спеціалізації
До певної міри практикуючі лікарі вже давно спеціалізуються. Згідно з Галеном, спеціалізація була поширеною серед римських лікарів.  Конкретна система сучасних медичних спеціальностей розвивалася поступово протягом 19 століття. Неформальне соціальне визнання медичної спеціалізації розвинулося до офіційної правової системи. Конкретний поділ медичної практики на різні спеціальності варіюється від країни до країни і є дещо умовним.

## Класифікація лікарської спеціалізації
Медичні спеціальності можна класифікувати за кількома осями. А саме:
- Хірургічна або внутрішня медицина
- Віковий діапазон пацієнтів
- Діагностичний або терапевтичний
- На основі органу або на основі техніки

Протягом історії найважливішим був поділ на спеціальності хірургії та внутрішньої медицини. Хірургічні спеціальності – це ті, у яких важлива частина діагностики та лікування досягається за допомогою основних хірургічних методів. Спеціалізації внутрішньої медицини – це спеціальності, в яких основним діагнозом і лікуванням ніколи не є хірургічне втручання. У деяких країнах анестезіологію класифікують як хірургічну дисципліну, оскільки вона є життєво важливою в хірургічному процесі, хоча анестезіологи ніколи не виконують великих операцій самостійно.
Багато спеціальностей є органними. Багато симптомів і захворювань походять від певного органу. Інші базуються в основному на наборі методів, таких як радіологія, яка спочатку базувалася на рентгенівських променях.
Віковий діапазон пацієнтів, які спостерігаються у того чи іншого спеціаліста, може бути досить різноманітним. Педіатри обробляють більшість скарг і захворювань у дітей, які не потребують хірургічного втручання, і існує кілька вузьких спеціальностей (офіційно чи неофіційно) у педіатрії, які імітують спеціалізації органів у дорослих. Дитяча хірургія може бути або не бути окремою спеціальністю, яка розглядає деякі види хірургічних скарг у дітей.
Подальший підрозділ - діагностичні та терапевтичні спеціальності. У той час як діагностичний процес має велике значення для всіх спеціальностей, деякі спеціалісти проводять переважно або лише діагностичні дослідження, такі як патологія, клінічна нейрофізіологія та радіологія. Ця межа стає дещо розмитою з інтервенційною радіологією, галуззю, що розвивається, яка використовує досвід зображення для виконання мінімально інвазивних процедур.

## Спеціальності, поширені у всьому світі
| Спеціальність                             | Може бути вузькою спеціальністю                       | Віковий діапазон пацієнтів | Діагностична (D) або терапевтична (Т) спеціальність | Хірургічна (S) або внутрішня медицина (I) спеціальність | Органні (O) або на основі техніки (T) |
| ----------------------------------------- | ----------------------------------------------------- | -------------------------- | --------------------------------------------------- | ------------------------------------------------------- | ------------------------------------- |
| Імунологія                                | Внутрішня медицина Педіатрія                          | Всі                        | Обидві                                              | I                                                       | O                                     |
| Підліткова медицина                       | Педіатрія Сімейна медицина                            | Педіатричний               | Обидві                                              | I                                                       | T                                     |
| Анестезіологія                            | Жодного                                               | Всі                        | T                                                   | Обидві                                                  | Обидві                                |
| Авіаційна медицина                        | Сімейна медицина                                      | Всі                        | Обидві                                              | Жодної                                                  | Обидві                                |
| Баріатрія                                 | Кілька                                                | Всі                        | Обидві                                              | Обидві                                                  | Обидві                                |
| Кардіологія                               | Внутрішня медицина                                    | Дорослі                    | T                                                   | I                                                       | O                                     |
| Кардіоторакальна хірургія                 | Загальна хірургія                                     | Дорослі                    | T                                                   | S                                                       | O                                     |
| Дитяча та підліткова психіатрія           | Психіатрія                                            | Педіатричний               | T                                                   | I                                                       | T                                     |
| Клінічна нейрофізіологія                  | Неврологія                                            | Всі                        | D                                                   | I                                                       | Обидві                                |
| Проктологія                               | Загальна хірургія                                     | Всі                        | Обидві                                              | S                                                       | O                                     |
| Дерматологія                              | Жодної                                                | Всі                        | T                                                   | I                                                       | O                                     |
| Педіатрія розвитку                        | Педіатрія                                             | Педіатричний               | T                                                   | I                                                       | Жодної                                |
| Медицина невідкладної допомоги            | Сімейна медицина                                      | Всі                        | Обидві                                              | Обидві                                                  | Обидві                                |
| Ендокринологія                            | Внутрішня медицина                                    | Дорослі                    | T                                                   | I                                                       | O                                     |
| Сімейна медицина                          | Жодної                                                | Всі                        | Обидві                                              | Обидві                                                  | Багатопрофільні                       |
| Судово-медична патологія                  | Патологія                                             | Всі                        | D                                                   | Жодної                                                  | T                                     |
| Судова психіатрія                         | Психіатрія                                            | Всі                        | D                                                   | I                                                       | T                                     |
| Гастроентерологія                         | Внутрішня медицина                                    | Дорослі                    | T                                                   | I                                                       | O                                     |
| Загальна хірургія                         | Жодного                                               | Дорослі                    | T                                                   | S                                                       | T                                     |
| Загальнохірургічна онкологія              | Загальна хірургія                                     | Дорослі                    | T                                                   | S                                                       | T                                     |
| Геріатрія                                 | Сімейна медицина Внутрішня медицина                   | Геріатричний               | T                                                   | I                                                       | Багатопрофільні                       |
| Геріатрична психіатрія                    | Геріатрія Психіатрія                                  | Геріатричний               | T                                                   | I                                                       | Жодної                                |
| Гінекологічна онкологія                   | Акушерство та гінекологія                             | Всі                        | T                                                   | S                                                       | O                                     |
| Гематологія                               | Внутрішні патології                                   | Дорослі                    | D                                                   | I                                                       | Жодної                                |
| Hematologic pathology                     | Hematology Pathology                                  | Всі                        | D                                                   | Жодної                                                  | T                                     |
| Інфекційні хвороби                        | Внутрішня медицина Педіатрія                          | Всі                        | Обидві                                              | I                                                       | Жодної                                |
| Внутрішні захворювання                    | Жодного                                               | Дорослі                    | Обидві                                              | I                                                       | Жодної                                |
| Інтервенційна радіологія                  | Радіологія                                            | Всі                        | Обидві                                              | -                                                       | Багатопрофільні                       |
| Реаніматологія                            | Анестезіологія Невідкладна медицина Внутрішні хвороби | Всі                        | T                                                   | Обидві                                                  | Обидві                                |
| Медицина матері та плода                  | Акушерство та гінекологія                             | Дорослі                    | T                                                   | S                                                       | Обидві                                |
| Медична біохімія                          | Внутрішня медицина                                    | Всі                        | D                                                   | I                                                       | Жодної                                |
| Медична генетика                          | None                                                  | Всі                        | D                                                   | I                                                       | Жодної                                |
| Онкологія                                 | Внутрішня медицина                                    | Дорослі                    | D                                                   | I                                                       | Жодної                                |
| Неонатологія                              | Педіатрія                                             | Неонатальні                | T                                                   | I                                                       | Жодної                                |
| Нефрологія                                | Внутрішня медицина                                    | Всі                        | T                                                   | I                                                       | O                                     |
| Неврологія                                | Внутрішня медицина                                    | Всі                        | Обидві                                              | I                                                       | O                                     |
| Невропатологія                            | Патологія                                             | Всі                        | D                                                   | Жодної                                                  | T                                     |
| Нейрохірургія                             | Жодної                                                | Всі                        | T                                                   | S                                                       | O                                     |
| Ядерна медицина                           | Жодної                                                | Всі                        | Обидві                                              | I                                                       | T                                     |
| Акушер-гінеколог                          | Сімейна медицина                                      | Всі                        | T                                                   | S                                                       | O                                     |
| Медицина праці                            | Сімейна медицина Внутрішня медицина                   | Дорослі                    | T                                                   | I                                                       | Багатопрофільні                       |
| Офтальмологія                             | Жодної                                                | Всі                        | T                                                   | S                                                       | O                                     |
| Ортопедія                                 | Жодної                                                | Всі                        | T                                                   | S                                                       | O                                     |
| Щелепно-лицева хірургія                   | Жодної                                                | Всі                        | T                                                   | S                                                       | O                                     |
| Оториноларингологія                       | Жодної                                                | Всі                        | T                                                   | S                                                       | O                                     |
| Паліативна допомога                       | Сімейна медицина Внутрішня медицина Педіатрія         | Всі                        | Обидві                                              | Жодної                                                  | Жодної                                |
| Патологія                                 | Жодної                                                | Всі                        | D                                                   | Жодної                                                  | T                                     |
| Педіатрія                                 | Жодної                                                | Педіатрія                  | Обидві                                              | I                                                       | Жодної                                |
| Дитяча алергія та імунологія              | Педіатрія                                             | Педіатричний               | T                                                   | I                                                       | O                                     |
| Дитяча кардіологія                        | Педіатрія                                             | Педіатричний               | T                                                   | I                                                       | O                                     |
| Педіатрична невідкладна медицина          | Педіатрія                                             | Педіатричний               | Обидві                                              | Обидві                                                  | Обидві                                |
| Дитяча ендокринологія                     | Педіатрія                                             | Педіатричний               | T                                                   | I                                                       | O                                     |
| Дитяча гастроентерологія                  | Педіатрія                                             | Педіатричний               | T                                                   | I                                                       | O                                     |
| Дитяча гематологія та онкологія           | Педіатрія                                             | Педіатричний               | T                                                   | I                                                       | O                                     |
| Дитяча інфекційна хвороба                 | Педіатрія                                             | Педіатричний               | T                                                   | I                                                       | O                                     |
| Дитяча нефрологія                         | Педіатрія                                             | Педіатричний               | T                                                   | I                                                       | O                                     |
| Дитяча респіраторна медицина              | Педіатрія                                             | Педіатричний               | T                                                   | I                                                       | O                                     |
| Дитяча ревматологія                       | Педіатрія                                             | Педіатричний               | T                                                   | I                                                       | O                                     |
| Дитяча хірургія                           | Загальна хірургія                                     | Педіатричний               | T                                                   | S                                                       | O                                     |
| Медична реабілітація                      | Жодної                                                | Всі                        | T                                                   | I                                                       | Багатопрофільні                       |
| Пластична хірургія                        | Загальна хірургія                                     | Всі                        | T                                                   | S                                                       | O                                     |
| Психіатрія                                | Сімейна медицина                                      | Всі                        | Обидві                                              | I                                                       | T                                     |
| Громадське здоров'я                       | Сімейна медицина                                      | Всі                        | Жодної                                              | Жодної                                                  | T                                     |
| Променева терапія                         | Жодної                                                | Всі                        | T                                                   | Жодної                                                  | T                                     |
| Радіологія                                | Жодної                                                | Всі                        | Обидві                                              | I                                                       | T                                     |
| Репродуктивна ендокринологія та безпліддя | Акушерство та гінекологія                             | Дорослі                    | T                                                   | S                                                       | T                                     |
| Пульмонологія                             | Внутрішня медицина                                    | Дорослі                    | T                                                   | I                                                       | O                                     |
| Ревматологія                              | Внутрішня медицина                                    | Дорослі                    | T                                                   | I                                                       | Жодної                                |
| Спортивна медицина                        | Сімейна медицина                                      | Всі                        | Обидві                                              | Жодної                                                  | Багатопрофільні                       |
| Торакальна хірургія                       | Загальна хірургія                                     | Дорослі                    | T                                                   | S                                                       | T                                     |
| Токсикологія                              | Emergency Medicine                                    | All                        | Обидві                                              | Жодної                                                  | O                                     |
| Трансфузіологія                           | Жодної                                                | Всі                        | Обидві                                              | Жодної                                                  | Обидві                                |
| Нейрорадіологія                           | Радіологія                                            | Всі                        | Обидві                                              | I                                                       | Обидві                                |
| Урологія                                  | Жодної                                                | Всі                        | T                                                   | S                                                       | O                                     |
| Судинна хірургія                          | Загальна хірургія                                     | Всі                        | T                                                   | S                                                       | O                                     |